# Les Bâtisseurs (jeux)
Pour les articles homonymes, voir Les Bâtisseurs.
Les Bâtisseurs est une série de jeux de société créé par Frédéric Henry et édité par Bombyx. Il existe deux versions du jeu : Les bâtisseurs - Moyen-Âge paru en 2013, et Les bâtisseurs - Antiquité paru en 2014.

## Principe général
Chaque joueur doit recruter et rémunérer des ouvriers pour construire les plus beaux bâtiments de son époque.
Un ouvrier produit de 3 à 5 ressources parmi 4 (pierre, bois, savoir et tuile pour Les Bâtisseurs - Moyen Âge ; pierre, bois, architecture et décoration pour Les bâtisseurs - Antiquité), et coûte de 3 à 5 pièces respectivement pour l'embaucher sur un chantier. Chaque bâtiment requiert entre 0 et 5 de chacune des 4 ressources ; plus il coûte cher en ressources, plus il rapporte de points de victoire et de pièces. Tout l'enjeu est de réussir à combiner ses ouvriers et ses bâtiments tout en gérant ses pièces.

## Règle du jeu

### But du jeu
Avoir le plus de points de victoire, la fin du jeu étant déclenchée quand quelqu'un atteint les 17 points de victoire.

### Matériel
Les bâtisseurs - Antiquité
- 37 cartes ouvriers, esclaves, outils, emprunts et universités)
- 40 pièces
- 33 cartes bâtiments

Les bâtisseurs - Moyen Âge
- 42 cartes ouvriers
- 40 pièces
- 42 cartes bâtiments

### Mise en place
- Chaque joueur reçoit 10 pièces et une carte ouvrier "apprenti".
- Les cartes bâtiments sont mélangées et les 5 premières de la pioche sont placées en ligne face visible.
- Les cartes ouvriers sont mélangées et les 5 premières de la pioche sont placées en ligne face visible.
- (uniquement pour Les bâtisseurs - Antiquité) une ligne de cartes investissements est formée, composée de 4 piles de cartes : la pile des cartes esclave, la pile des cartes outils, la pile des cartes emprunt et la pile des cartes université.

### Déroulement
Pendant son tour, chaque joueur peut faire trois actions gratuitement ; il peut en faire plus en payant 5 pièces par action supplémentaire. Les actions possibles sont :
- prendre un ouvrier sur la ligne des cartes ouvriers et le mettre dans sa zone de jeu ;
- prendre un bâtiment sur la ligne des cartes bâtiments et le mettre dans sa zone de jeu ;
- (uniquement pour Les bâtisseurs - Antiquité) prendre une carte sur la ligne des cartes investissements ;
- affecter un ouvrier de sa zone de jeu à un bâtiment de sa zone de jeu. Pour cela, il faut payer un certain nombre de pièces. L'ouvrier est alors bloqué sur ce chantier jusqu'à ce que le bâtiment soit terminé.
  - Si le joueur veut affecter un deuxième ouvrier au même chantier pendant le même tour, cela lui prendra alors 2 actions. S'il veut en affecter un 3e cela lui coûtera 3 actions, etc.
  - Si les ressources apportées par cet ouvrier permet de finir le bâtiment, la carte de bâtiment est retournée et le joueur gagne le nombre de pièces indiquées. Les ouvriers retournent dans la zone de jeu du joueur et peuvent être affectés à un autre chantier.
- Un joueur peut sacrifier une action gratuite pour récupérer 1 pièce. S'il en sacrifie 2, il récupère 3 pièces ; s'il en sacrifie 3, il récupère 6 pièces.

### Fin de partie et vainqueur
Lorsqu'un joueur atteint 17 points de victoires, on finit le tour de jeu de façons à ce que tous les joueurs aient joué le même nombre de tours. Les points sont calculés en additionnant les symboles de couronne sur les bâtiments (et certaines cartes investissements pour Les bâtisseurs - Antiquité), et en y ajoutant le nombre de pièces restant divisé par 10.
Le joueur ayant le plus de points de victoires remporte la partie.

## Récompenses
- Trophée FLIP Editeur Réflexion 2014 pour Les bâtisseurs - Moyen-Âge[1]
- As d'Or - Jeu de l'Année Prix du Jury 2014 pour Les bâtisseurs - Moyen-Âge[2]

## Éditions dans d'autres langues
Le jeu est traduit dans différentes langues : The Builders en anglais, i costruttori en italien, Die Baumeister en allemand, Budowniczowie en polonais, Los constructores en espagnol, Építőkmesterek , 建築師 en chinois.